# 西開普省省長
西開普省省长是南非西開普省的政府首腦。現任西開普省省长為民主聯盟的阿倫·溫德，他於2019年5月22日就任。

## 西開普省省长列表
| 任次 | 姓名                        | 當選日期       | 政黨           |
| ---- | --------------------------- | -------------- | -------------- |
| 1    | 赫爾努斯·克里爾             | 1994年5月7日   | 國民黨         |
| 2    | 傑拉德·莫克爾               | 1998年5月11日  | 新國民黨       |
| –    | 塞西爾·赫蘭迪安（代理）     | 2001年11月12日 | 新國民黨       |
| 3    | 彼得·馬萊斯                 | 2001年12月5日  | 新國民黨       |
| –    | 皮特·邁耶（代理）           | 2002年6月3日   | 新國民黨       |
| 4    | 馬蒂納斯·范·斯卡爾奎克      | 2002年6月21日  | 新國民黨       |
| –    | 倫納德·拉馬特拉卡恩（代理） | 2004年4月23日  | 非洲人國民大會 |
| 5    | 易卜拉欣·拉蘇爾             | 2004年4月30日  | 非洲人國民大會 |
| 6    | 琳恩·布朗                   | 2008年7月25日  | 非洲人國民大會 |
| 7    | 海倫·齊勒                   | 2009年5月6日   | 民主聯盟       |
| 8    | 阿倫·溫德                   | 2019年5月22日  | 民主聯盟       |

## 外部連結
- Official website （页面存档备份，存于）